# Staré Hobzí (zámek)
Zámek Staré Hobzí, kulturní památka České republiky, se nachází na historickém území jihozápadní Moravy v obci Staré Hobzí, administrativně přiřazené do okresu Jindřichův Hradec. Svým umístěním v samém centru obce tvoří jednu z nejvýraznějších obecních staveb. Jedná se o monumentální barokní zámek s prvky klasicismu. Objekt tvoří dvoupatrová trojkřídlá budova s čestným dvorem, v bezprostřední blízkosti zámku se nachází rozlehlý park a hospodářské stavení. Zámek je památkově chráněn od 3. 5. 1958.

## Historie
První zmínka o vsi Hobzí se objevuje v zakládací listině louckého kláštera vydané českým knížetem Konrádem II. Otou a jeho matkou Marií v Praze dne 25. října 1190, ve které je zmíněna kaple sv. Ondřeje v Hobzí se vsí, krčmou a mlýnem. V roce 1353 je poprvé připomínána tvrz. Pravděpodobně kolem roku 1400 byla zničena, jelikož v roce 1415 je zmiňován „kopec“, kde původně stála. Sídlo vrchnosti je v polovině 17. století uváděno na tzv. dolním statku (Untergut), tvrz měla být již ve druhé polovině 16. století za Zahrádeckých ze Zahrádek přebudována na „čtvercový renesanční zámek s uzavřeným nádvořím a arkádami“. Při ocenění majetku Jindřicha Zahrádeckého je sídlo v roce 1627 označováno tvrzí a v urbáři Jindřicha Burkharta ze Schneidau v roce 1685 zámkem.
Nový prostorný zámek ve Starém Hobzí zahrnoval nejen obytné místnosti pro vrchnost a její úředníky, ale také pivovar se sladovnou a spilkou (kvasírnou), palírnu a hospodářský dvůr. Za pivovarem se rozkládala velká zahrada s ovocnými stromy. Druhá zahrada se nacházela za zámkem směrem ke kostelu. Podle průzkumu hobezského učitele Rudolfa Hruschky stával tento zámek oproti současnému o něco dále jihozápadním směrem, snad na jižní straně dnešního zámeckého parku, který pravděpodobně vznikl spojením obou zámeckých zahrad. Na zámecké sídlo v těchto místech se dá usuzovat také ze zbytků zdí o šířce 120 cm, které byly odkryty během staveb okolních usedlostí.

### Zámek v 18. a 19. století
V roce 1702 nebyla tvrz ve Starém Hobzí v kupní smlouvě Maxmiliána Františka z Deblína uvedena. Historici se domnívají, že nebyla obyvatelná (tedy bezcenná) nebo již zbourána. Každopádně baron z Deblína přikoupil 26. června 1713 v Novém Hobzí od ovdovělé svobodné paní Marie Anny Ržikowsky von Dobrzitz (Rikovsky von Dobřic), rozené von Schneidau a její neplnoleté sestry Josefy Františky rytířské sídlo s pivovarem, sladovnou a lihovarem, čímž bylo Staré a Nové Hobzí zase sjednoceno. Nový majitel Maxmilián František z Deblína se usídlil zprvu na zámku v Novém Hobzí a v roce 1726 započal ve Starém Hobzí se stavbou nového reprezentativního zámku.
Stavební práce na barokním dvoupatrovém zámku čtvercového půdorysu s uzavřeným dvorem a arkádami dokončil pak jeho syn František Antonín z Deblína v roce 1733, což dokládá datace na fasádě hlavního traktu zámku. Ve vstupním křídle se nacházely vrchnostenské kanceláře. Architektonický vzhled dotvářela lipová alej vedoucí od zámku ke kostelu, zámek obklopoval velký anglický park o výměře 3,6 ha. V zámku přibyla také vrchnostenská kaple sv. Tomáše s nástropní freskou korunovace Panny Marie od Felixe Antona Schefflera. Oltářní obraz sv. Tomáše snad pocházel z kaple zámku v Novém Hobzí.
Po tragické smrti barona z Deblína si zámek ve Starém Hobzí v roce 1786 pronajal majitel bavlnářské manufaktury Johann Peter Flick a přestěhoval se tam se svou početnou rodinou (16 dětí). Zámek sloužil kolem roku 1810 nejen jako obydlí celé rodiny a příbuzných, které Flick zaměstnával, ale také jako sídlo správy panství s vrchnostenskými a manufakturními kancelářemi, dále zde byly umístěné sklady a pomocné provozy (mykací stroj a lisy, laboratoř pro přípravu barviv se skladem). V roce 1806 J. P. Flick panství Staré Hobzí zakoupil. Po jeho smrti syn Johann Max Flick majetek odprodal hraběnce Therese von Trautmannsdorf, rozené von Nadasdy (1823 – 1843). Ta přikoupila v roce 1826 od hraběte Eduarda von Stadion-Warthausen-Thannhausen ještě velkostatek Jemnici a v roce 1843 od ní panství Jemnice-Staré Hobzí zakoupil Alfons markrabě Pallavicini.

### Zámek od poloviny 19. století do konce 20. století
Markrabata Pallaviciniové byla posledními vlastníky spojeného panství Jemnice-Staré Hobzí. Roku 1871 velkostatek Jemnice - Staré Hobzí začlenila do rodového fideikomisu. V roce 1876 Alfons markrabě Pallavicini pojal za manželku hraběnku Irmu Széchényi von Sálvár-Felsövidék (* Ödenburg 28. 6. 1855 - Jamnitz, † 7. 10. 1932). Z manželství pošly děti: Karl (1877–1900), Alfons jun. (1883–1958) a Alexander jun. (1890–1941). Zámek zdědil syn Alexander jun. Hobezský zámek prošel drobnými úpravami v klasicistním duchu a po zbourání předního křídla obdržel dnešní trojkřídlou dispozici.
Syn Alexander markrabě von Pallavicini pronajímal zámecké prostory letním hostům, v roce 1910 se v zámku nacházelo na 30 bytů s jedním až třemi pokoji a budova byla opatřena hromosvody. V roce 1912 trávil na zámku ve Starém Hobzí léto spolu s Růženou Svobodovou a Františkem Xaverem Svobodou spisovatel František Xaver Šalda, který zde započal práci na esejích pro knihu Duše a dílo a první nárysy románu Loutky i dělníci.
Ve zdejším zámku markraběte Pallaviciniho se konala oslava u příležitosti narozenin císaře, která se díky místnímu obyvatelstvu a obětavým letním hostům stala demonstrací upřímné lásky k našemu panovníkovi. Z každého okna vyzdobeného zámku zářila světla. Slavnostní ceremoniál začal v půl deváté večer. Za zvuků salvy se otevřela brána do zámeckého dvora a brzy po té vzplály plameny vatry vzhůru k hvězdné noční obloze. Po srdceryvném proslovu pana Hanse Riegra a dojatých reakcích posluchačů se neslo ulicemi a polní krajinou dětskými hlasy zpívané „Gott erhalte”.
Neues Wiener Tagblatt, 24. srpna 1911, překlad
Na začátku první světové války poskytl Alexander Pallavicini zámecké prostory Maltézskému řádu / Malteserritterorden. Konec první světové války, porážka Rakouska-Uherska a vznik národních států na území bývalé monarchie představoval pro rodinu Pallavicini závažný zlom v jejich majetkové situaci. V roce 1920 činila rozloha panství Jemnice-Staré Hobzí 3 516,81 ha, po pozemkové reformě rodině zůstalo 617,33 ha. Po léta táhnoucích se soudních procesech, kdy došlo až na mezinárodní soud v Haagu (Cour arbitrale mixte hongroise-chechoslovaque), obdržela rodina Pallavicini v lednu roku 1934 od Československa odškodnění ve výši 4.400.000 Kč, podle rodinných zápisů bylo odškodnění hluboce pod skutečnou cenou.
Od roku 1919 do konce roku 1920 se česká obecná škola dělila o prostory zámku s vojenskou posádkou čsl. armády, která zde byla umístěna v roce 1918 po obsazení provincie Německá jižní Morava. V roce 1922 byla obecná škola přeměněna na českou školu menšinovou a při škole začal pracovat divadelní ochotnický soubor místního okrsku Národní jednoty pro jihozápadní jednotu. V roce 1923 přestěhovala hraběnka Irma von Pallavicini všechny cenné umělecké předměty ze zámku ve Starém Hobzí do jemnického zámku, zrovna tak tři kamenné sochy z ozdobného štítu. Od roku 1926 v zámku přibyla smíšená čtyřtřídní měšťanská škola, v roce 1927 česká mateřská škola a opatrovna, mimo toho zde sídlila četnická stanice, kancelář starosty a zbytek byl využíván k ubikacím. Hobezský zámek se tak stal jakýmsi českým centrem a nacionální klání Národní jednoty a Sokola se Svazem Němců a turnery vyústilo v roce 1937 v odkoupení zámecké budovy osmi místními Němci. Ze zámecké budovy měl být následně vybudován Deutsches Haus (Německý dům), ve kterém by sídlily spolkové místnosti SdP, tělocvična turnerů, taneční sál a další německé spolky, postupně sjednocované za účelem vzniku jednotné sudetoněmecké organizace.
Po odstoupení pohraničního území a odchodu veškerých československých státních zaměstnanců sloužila budova zámku potřebám Třetí říše a ideologii NSDAP. V 1. poschodí sídlil obecní úřad, matriční úřad, úřadovna říšského četnictva, místní skupina NSDAP a později přibyla uprostřed 1. poschodí chemická laboratoř vídeňské firmy Drägerwerke. Druhé poschodí jižního křídla sloužilo výcvikovému středisku místní skupiny Hitlerjugend. Prostorná zámecká půda a sál ve druhém poschodí posloužily ke skladování ovsa pro erární koně. Od února 1944 zde nalezlo útočiště před bombardováním civilní obyvatelstvo z Vídně, na konci války ženy a dívky z Východního Pruska a od poloviny dubna 1945 také německý vojenský lazaret.
S Rudou armádou dorazily 12. května 1945 maďarští a němečtí váleční zajatci, pro které byl v lesích u Starého Hobzí zřízen zajatecký tábor (12. 5. - 6. 7. 1945). Po vypuknutí epidemie tyfu a dalších chorob zřídila RA v budově zámku zajateckou nemocnici. Po odchodu Rudé armády byla část 1. a 2. poschodí obsazena místní školou, část zámku využívala stanice SNB a v dalších místnostech úřadoval místní národní výbor. V roce 1946 zbudovala obec v přízemní družstevní prádelnu, do školního traktu zavedla vodovod a dobudovala splachovací toalety. V levém křídle byly v obou poschodích zřízeny dva byty pro učitele. V roce 1947 a 1948 následovaly stavební úpravy pro poradnu pro matky a kojence a posléze pro lékařskou ordinaci. Poslední poschodí obec vyhradila kinosálu, pořádání schůzí a tanečním zábavám. V říjnu 1949 byl při MNV zřízen matriční úřad a vedení obce se rozhodlo stavebně upravit další zámeckou místnost, tentokrát pro oddací síň. V průběhu trvání ČSSR následovala celá řada dalších necitlivých stavebních zásahů a úprav, které korespondovaly s tehdejším socialistickým způsobem života na venkově.
„V roce 1951 byla částečně opravena střecha a ve 2. poschodí vyměněno 52 oken. Další oprava střechy následovala v roce 1962, kdy byla současně nad pravým křídlem zámku umístěna poplachová siréna požárního sboru. V prosinci 1966 bylo na zámku zbouráno a znovu postaveno 13 komínů, o rok později byla v 1. a 2. poschodí vyměněna dlažba na chodbách a vyasfaltováno nádvoří. V roce 1969 se uskutečnila generální oprava bytu pro ředitele školy v 1. poschodí a v celé budově byla opravena elektroinstalace. V roce 1970 bylo vyměněno dalších 170 oken, v roce 1973 byla v průjezdu zámku a na odpočívadlech schodiště položena terasová dlažba. Stále se však nedařilo zajistit stavební kapacity na opravu fasády, která hyzdila vzhled celé návsi obce. Pokračovalo se tedy alespoň ve vnitřních úpravách, byla natírána okna, vyměňovány podlahy a v místnostech mateřské školy a jídelny základní školy bylo zavedeno etážové topení. Dlouho připravovaná a plánovaná oprava fasády byla započata v roce 1976. Po dokončení levého křídla směrem do nádvoří byla oprava fasády opět na několik let přerušena z nedostatku stavebních kapacit. V roce 1978 byla provedena generální rekonstrukce elektroinstalace v celé budově, které předcházelo položení nového kabelu od transformátoru k zámecké budově. V průběhu 80. let se uskutečnily některé nákladné práce. V roce 1982 byla vyměněna střešní krytina a v roce 1984 přebudováno sociální zařízení ve 2. poschodí a později v přízemí školy. V roce 1985 byla dokončena fasáda v přední části budovy a o rok později bylo započato s generální opravou stropů, podlah a dveří ve 2. poschodí. Z bývalého kinosálu byla vybudována tělocvična. V roce 1988 byla z místností, které dříve sloužily jako ordinace lékaře a dětská poradna, upravena druhá třída mateřské školy. Dále se uvažovalo o zavedení ústředního topení v celé budově, čímž by modernizace byla dokončena.”
Kronika obce Staré Hobzí

### Zámek ve 21. století
Po sametové revoluci získala zámek obec, která ho obratem prodala investorovi z Rakouska. Za peníze z prodeje postavila v obci novou budovu školy, která původně sídlila v zámku. V prosinci roku 2008 se zámek ve Starém Hobzí objevil v pořadu „Památky na prodej”, kde majitel zámku nabídl zámecký areál s hospodářskou budovou a parkem o rozloze kolem 3 ha k prodeji za 37 mil. korun. Zámek propadl bance a měla následovat dražba, ke které nakonec nedošlo a zámek zůstal v držení původního majitele. V době, kdy o něj projevili zájem zástupci francouzské firmy „Christian Dromard a Pierre Metge”, byl již v držení nového rakouského majitele, což potvrdil i místostarosta Starého Hobzí Kamil Rod, který podle internetového magazínu „e15.cz” dodal, že „obec chtěla zámek v dražbě koupit zpět, ale současný majitel jej získal ještě před dražbou“ (r. 2010).
V dubnu roku 2013 byl zámek vykraden. Zloděj odcizil majetek v hodnotě 259 tisíc korun. Zámek se nacházel v lehce zanedbaném stavebně technickém stavu, fasáda do nádvoří byla obnovena, ostatní fasády před rekonstrukcí. Z interiérů byl opraven průjezd, hlavní schodiště a první patro levého (jižního) křídla. Ostatní prostory zámku se nacházely ve stavu, v jakém byly před rokem 1990. Provozovatelem zámku se stala v roce 2014 „Royal Estate & Event Management s.r.o.”, založená 14. února 2014, jejímž statutárním orgánem je rakouský občan Jürgen Schuster (majitel zámku) a jeho manželka Klaudia Schuster. Architektonickou studii pro revitalizaci zámeckého objektu vypracovala projekční kancelář „Brůha a Krampera, architekti, spol. s r. o.”, z Českých Budějovic., kterou Ing. arch. Jiří Brůha a Jürgen Schuster představili společně se současným stavem rekonstrukce zámku 9. března 2015 na 3. zasedání Zastupitelstva obce Staré Hobzí:
„V současné době probíhá revitalizace zámku, do 3. - 4. 6. 2015 bude hotová celá fasáda, část konírny, proběhnou oslavy – asi 60 lidí. V této době bude natřená celá střecha, opravena budova vedle zámku (pouze pro akce – gastro). Uvnitř zámku v přízemí bude instalováno ústřední podlahové topení. V patře v levé části bude byt pro majitele a reprezentační místnosti. Od 1.7.2015 do 1.7.2016 – zámek bude uzavřen, oplocen vstup a hotový celý zámek a park z průčelí zámku. Otevřen hotel pro hosty majitele zámku. Budou zde probíhat soukromé akce – ochutnávky vín, … Pro veřejnost již letos vánoční trhy – v průčelí zámku + zahrada, na jaře velikonoční trhy. V místnostech 1. patra bude prodej antického nábytku + muzeum blízkého okolí SH. Hotelový trakt bude určen pouze pro nejvyšší společnost. Na stálo bude fungovat prodejna, výkupna a restaurování antického nábytku. Majitel má v plánu odkoupení pozemku, část návsi se sochou, aby zámek nabral na atmosféře. Pokud zastupitelé nebudou souhlasit, tak alespoň část pozemku podél vstupního prostoru zámku.”
Zápis ze 3. zasedání Zastupitelstva obce Staré Hobzí
Generálním dodavatelem stavebních prací se stala firma Auböck, s. r. o., z Boršova nad Vltavou. Stavební práce v roce 2015 byly soustředěny na opravu fasády a přízemí zámku, kde majitel zámku nechal vybudovat zázemí pro společenské akce – svatby, koncerty, besedy, konference apod. Reprezentativní podobu barokní stavby s klasicistními prvky podtrhly zejména v přízemí mramorové podlahy (italský mramor Botticino) o ploše 1500 m², opatřené teplovodním podlahovým vytápěním.

## Popis

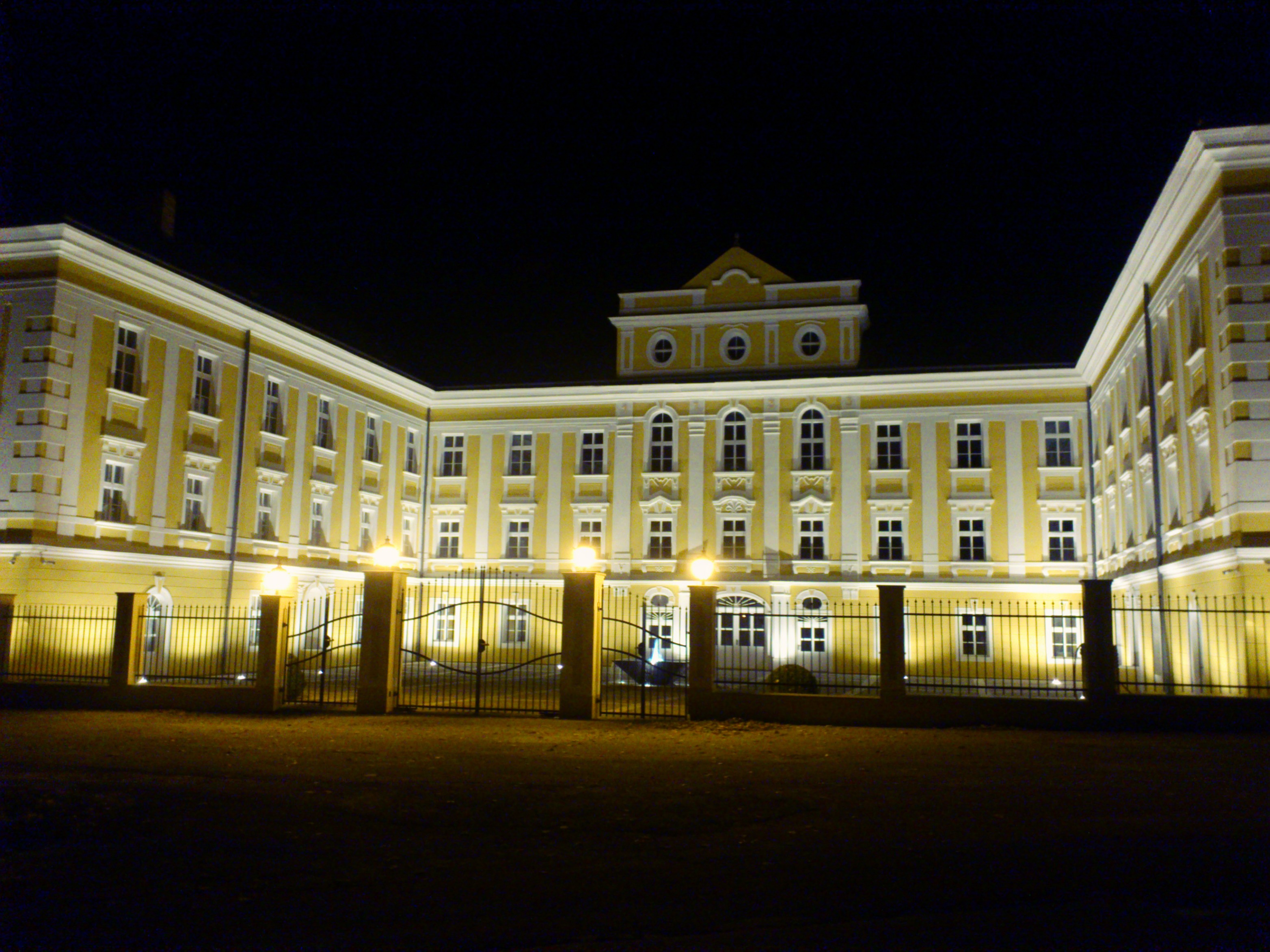
Zámek Staré Hobzí po rekonstrukci (prosinec 2016)

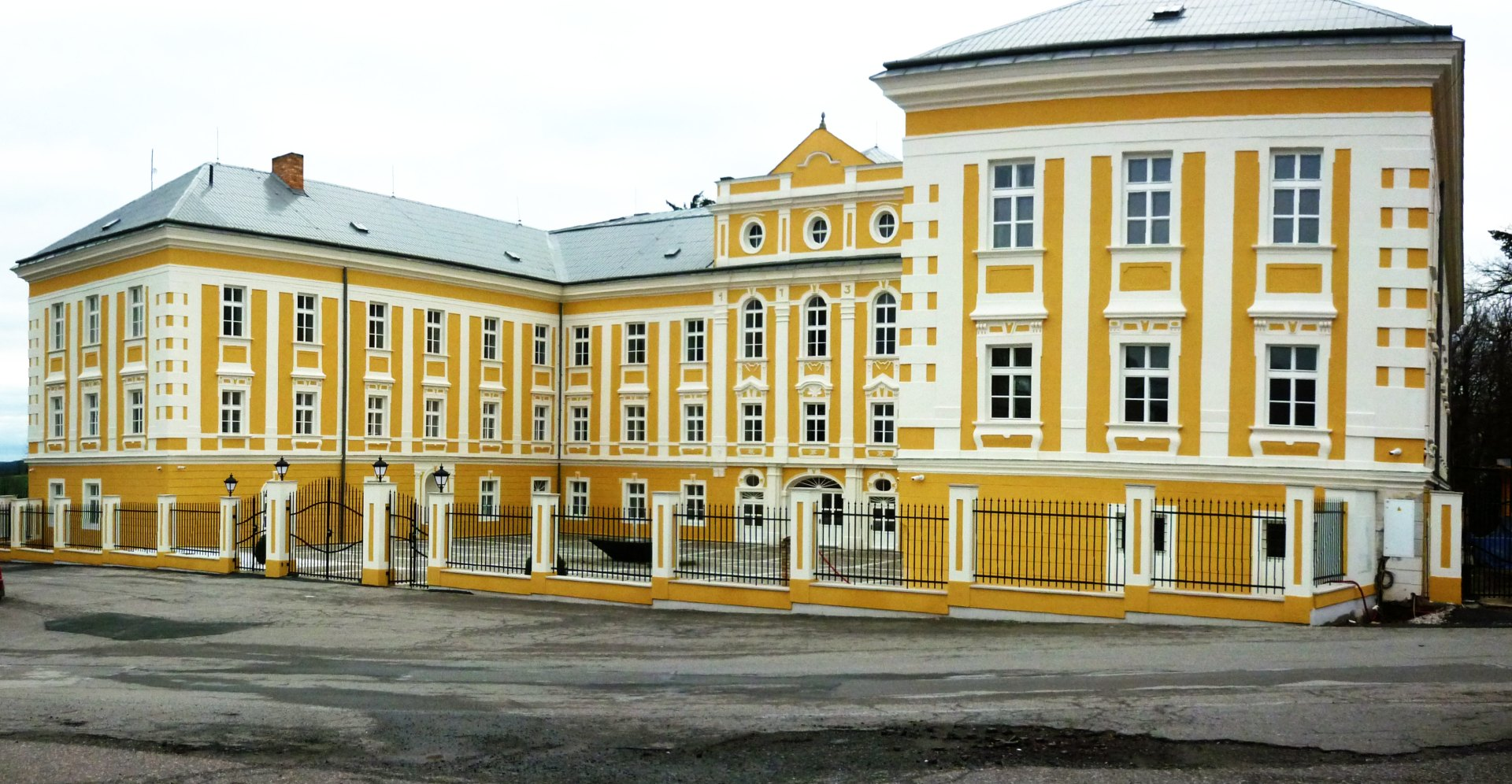
Zámek Staré Hobzí po rekonstrukci (prosinec 2016)

Areál barokního zámku (dvoupatrový trojkřídlý barokní zámek, nádvoří, zámecký park, hospodářský objekt a dvůr) je situován na západní straně obce. Objekt stodoly a stájí, oddělený od zámku malým dvorem, je přístupný bránou v ohradní zdi. Zámecký park, který je situován na západní straně za budovou zámku, obíhá zčásti zahradní zeď, zčásti je nahrazena zdmi sousedících objektů. V západní části zdi se nachází pilířová brána.

### Exteriér
Zámek je pravidelného trojkřídlého půdorysu, obklopující čestný dvůr. Fasády v přízemí zdobí pásová rustika jež od vysokého pilastrového řádu fasády prvního a druhého patra odděluje zdobená kordonová římsa, v přízemí se také nalézají kašny zabudované ve výklencích. Reprezentativní portál vjezdu se sloupovým portikem se nachází ve středu spojovacího západního křídla. Křídlo je nad vstupem převýšeno nástavbou s trojosým štítem. Okna jsou po obvodu plasticky orámována. V okolí zámku se rozprostírá původně anglický park. Z památkového hlediska je cenné dochované uspořádání budov v areálu, jejich dispoziční řešení a zachovalé historické konstrukce a prvky.

### Interiér
Uvnitř objektu se nachází mnoho zajímavých prvků: klenby v přízemí a prvním patře, zastropení prvního patra s fabiony a zdobenými zrcadly, zachovaná dveřní křídla včetně kování, obslužné otvory u komínů ve střední zdi či ruční výmalba interiérů. Velkou hodnotu má výzdoba kaple sv. Tomáše s nástropní freskou od pražského malíře Felixe Antonína Schefflera. Kaple je umístěna v jižním křídle zámku a klene se přes dvě patra. Do kaple lze z chodby nahlédnout původním dřevěným oknem s originálními skleněnými výplněmi. V hospodářských objektech jsou pak cenné plackové klenby do půlelipsových pasů ve stájích.